# 三秋縋
三秋 縋（みあき すがる、1990年〈平成2年〉 - ）は、日本の小説家。岩手県出身。ストレートエッジ所属。『げんふうけい』としてネット上でも活動をしていた。

## 経歴・人物
2011年から2013年にかけて、WEB掲示板2ちゃんねるでげんふうけい名義の「人を自殺させるだけの簡単なお仕事です」、「十年巻き戻って、十歳からやり直した感想」、「寿命を買い取ってもらった。一年につき、一万円で。」などを発表。作品は複数のまとめサイトに転載された。現在でも上記作品以外のいくつかの作品を著者サイトで読むことができる。2013年9月、「十年巻き戻って、十歳からやり直した感想」を加筆・修正し『スターティング･オーヴァー』と改題してメディアワークス文庫より出版。作家としてデビューした。2作目の『三日間の幸福』も、「寿命を買い取ってもらった。一年につき、一万円で。」を加筆・修正し、改題したものである。
2019年3月、『君の話』で第40回吉川英治文学新人賞候補となった。

## 作品リスト

### 単著
- スターティング・オーヴァー（2013年9月 メディアワークス文庫）
- 三日間の幸福（2013年12月 メディアワークス文庫）
- いたいのいたいの、とんでゆけ（2014年11月 メディアワークス文庫）
- 君が電話をかけていた場所（2015年8月 メディアワークス文庫）
- 僕が電話をかけていた場所（2015年9月 メディアワークス文庫）
- 恋する寄生虫（2016年9月 メディアワークス文庫）
- 夢が覚めるまで（2017年9月 ストレートエッジ）
- 君の話（2018年7月 早川書房 / 2021年11月 ハヤカワ文庫JA）
- さくらのまち(2024年9月 実業之日本社文庫)

### アンソロジー
「」内が三秋縋の作品
- Day to Day（2021年3月 講談社 / 2021年3月 講談社【愛蔵版】）「正しい町」
- 君に贈る15ページ（2024年12月 メディアワークス文庫）「されど世界の終わり」

### 漫画原作

#### オリジナル
- あおぞらとくもりぞら（2018年8月 - KADOKAWA）- 作画：loundraw

#### コミカライズ
- 寿命を買い取ってもらった。一年につき、一万円で。（2017年7月 - 12月 ジャンプコミックスPLUS）- 作画：田口囁一
- 恋する寄生虫（2018年11月 - 2020年1月 角川コミックス・エース）- 作画：ホタテユウキ

### 雑誌掲載作品
エッセイなど
- 「『君の話』(早川書房)刊行記念 三秋縋インタビュウ」 - 『S-Fマガジン』2018年8月号 掲載
- 「今日は死ぬのにもってこいの日」 - 『KADOKAWA文芸WEBマガジン カドブン』2019年7月24日配信（KADOKAWA）[3]
- 「私の場合、僕の場合」 - 『S-Fマガジン』2020年10月号 掲載[4]

### ネット掲示作品
- 『正しい町』(day to day)2020年6月9日 掲載

## 映像化作品

### 映画
- 恋する寄生虫（2021年11月12日公開、配給：KADOKAWA、監督：柿本ケンサク、主演：林遣都・小松菜奈、原案：恋する寄生虫）[5]